# Weissia alianuda
Weissia alianuda är en bladmossart som beskrevs av B. C. Tan in B. Thiers 1992. Weissia alianuda ingår i släktet krusmossor, och familjen Pottiaceae. Inga underarter finns listade i Catalogue of Life.